# مارك سكينر
مارك سكينر (بالإنجليزية: Mark Skinner)‏ هو قاضي وسياسي أمريكي، ولد في 13 سبتمبر 1813 في مانشستر في الولايات المتحدة، وتوفي بنفس المكان في 16 سبتمبر 1887. حزبياً، نشط في الحزب الديمقراطي. وقد انتخب عضو مجلس نواب إلينوي.